# Volvo P1800
La P1800 è un'autovettura prodotta dalla Volvo dal 1961 al 1973.

## La storia
La Casa svedese decise, alla fine degli anni cinquanta di mettere in produzione una coupé, dato che nella propria gamma era assente una vettura sportiva.
Dopo aver fatto esperimenti con prototipi dotati di carrozzeria in vetroresina, venne presa la decisione di utilizzare una convenzionale scocca in acciaio e di basare la nuova vettura sulla collaudata meccanica della berlina 120 Amazon.
Il disegno della linea venne invece affidato alla Frua di Torino, che realizzò un'originale coupé a tre volumi dotata di ampie pinne posteriori.
Dal punto di vista tecnico, l'impiego del pianale (accorciato nel passo) e della meccanica della 120 Amazon, implicava soluzioni molto classiche: trazione posteriore, motore anteriore longitudinale e retrotreno ad assale rigido. I plus tecnici della nuova nata erano i quattro freni a disco ed il cambio manuale a quattro rapporti Borg-Warner con overdrive elettrico.
Anche il motore, un classico 4 cilindri con albero a camme laterale di 1.778 cm³ era lo stesso della 120 Amazon, ma grazie all'alimentazione con due carburatori SU era in grado di erogare 96 CV.
Per la produzione la Casa svedese si rivolse inizialmente alla Karmann, la quale però, a causa del veto di Volkswagen (per conto della quale assemblava la Karmann Ghia), dovette rifiutare la commessa. La produzione venne allora affidata alla Jensen, che assemblava le scocche ed i pannelli della carrozzeria prodotti dalla Pressed Steel. Grossi problemi vennero dalla scadente qualità degli stampaggi delle lamiere della Pressed Steel rendendo lenti e difficoltosi gli assemblaggi alla Jensen. Così la Volvo decise di trasferire in Svezia l'assemblaggio della vettura ampliando un'ala del proprio stabilimento di Göteborg. Nel 1963 la produzione passò quindi dalla Jensen alla Volvo e cambiò anche il nome in 1800S (perdendo la "P" iniziale e guadagnando la "S" in fondo).

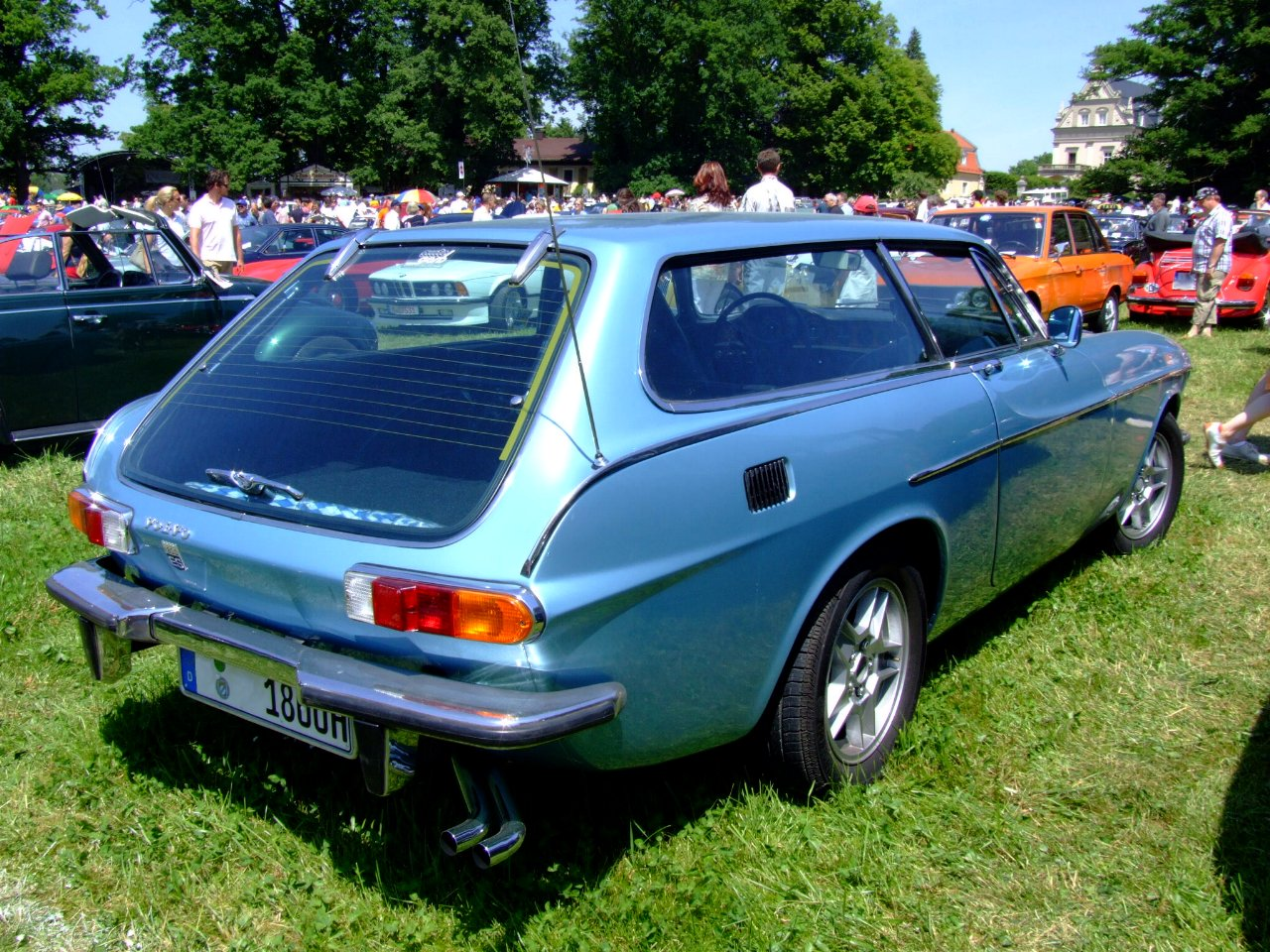
La P1800 ES con la nuova coda

Nel 1966, grazie ad alcune modifiche ai condotti di scarico e di aspirazione la potenza crebbe a 103 CV. Contemporaneamente vennero migliorate anche la risposta delle sospensioni e le caratteristiche dello sterzo.
Nel 1969, contemporaneamente ad un leggero restyling (mascherina nera opaca anziché cromata, griglie laterali più ampie e verniciate di nero, ritocchi agli interni), il motore, la cui cilindrata crebbe da 1.778 a 1.986 cm³, beneficiò dell'adozione di un impianto di iniezione meccanica, che contribuì ad elevarne la potenza a 118 CV. La vettura si chiamava ora 1800 E.
Nel 1971, sempre con la collaborazione della Frua e della Coggiola, venne trasformata da coupé a shooting-brake con portellone posteriore (in vetro). Il frontale era invece identico a quello della 1800 E che rimaneva in produzione. Grazie all'adozione dell'iniezione elettronica al posto di quella meccanica, la nuova Sport Estate, denominata 1800 ES, disponeva di 126 CV.
La 1800 E uscì di listino nel 1972, mentre la 1800 ES rimase in produzione fino al giugno 1973.

## La produzione
In tutto sono state prodotte 47.492 P1800 e 1800. 
La ripartizione fra le versioni è la seguente:
- P 1800 (1961-1963): 6.000 esemplari
- 1800 S (1963): 2.001 esemplari
- 1800 S (1964): 4.500 esemplari
- 1800 S (1965): 4.000 esemplari
- 1800 S (1966): 4.500 esemplari
- 1800 S (1967): 4.500 esemplari
- 1800 S (1968): 2.800 esemplari
- 1800 S (1969): 1.693 esemplari
- 1800 E (1970): 2.799 esemplari
- 1800 E (1971): 4.750 esemplari
- 1800 E (1972): 1.872 esemplari
- 1800 ES (1972): 3.070 esemplari
- 1800 ES (1973): 5.007 esemplari

## Record
Una Volvo P1800 fu acquistata da un uomo statunitense di nome Irvin Gordon nel 1966 e vanta ad oggi il record assoluto di miglia percorse; infatti alla data del decesso del signor Gordon, il 17 Novembre 2018, l'odometro segna 3 260 257 miglia,  percorse: ovvero oltre 5.245.000 chilometri. L'auto è presente con il dato certificato di 3.039.122 miglia nel libro dei Guinness dei primati.

## La P1800 nei media
La Volvo P1800 fu l'auto di Simon Templar (Roger Moore) nella fortunata serie televisiva Il Santo. Questa "partecipazione" contribuì notevolmente al successo della vettura negli Stati Uniti.
Nella versione ES è utilizzata anche da Ugo Tognazzi che la definisce 'una gran macchina' nel film Cattivi pensieri da lui diretto.